# Parlamentswahl in Ruanda 2013

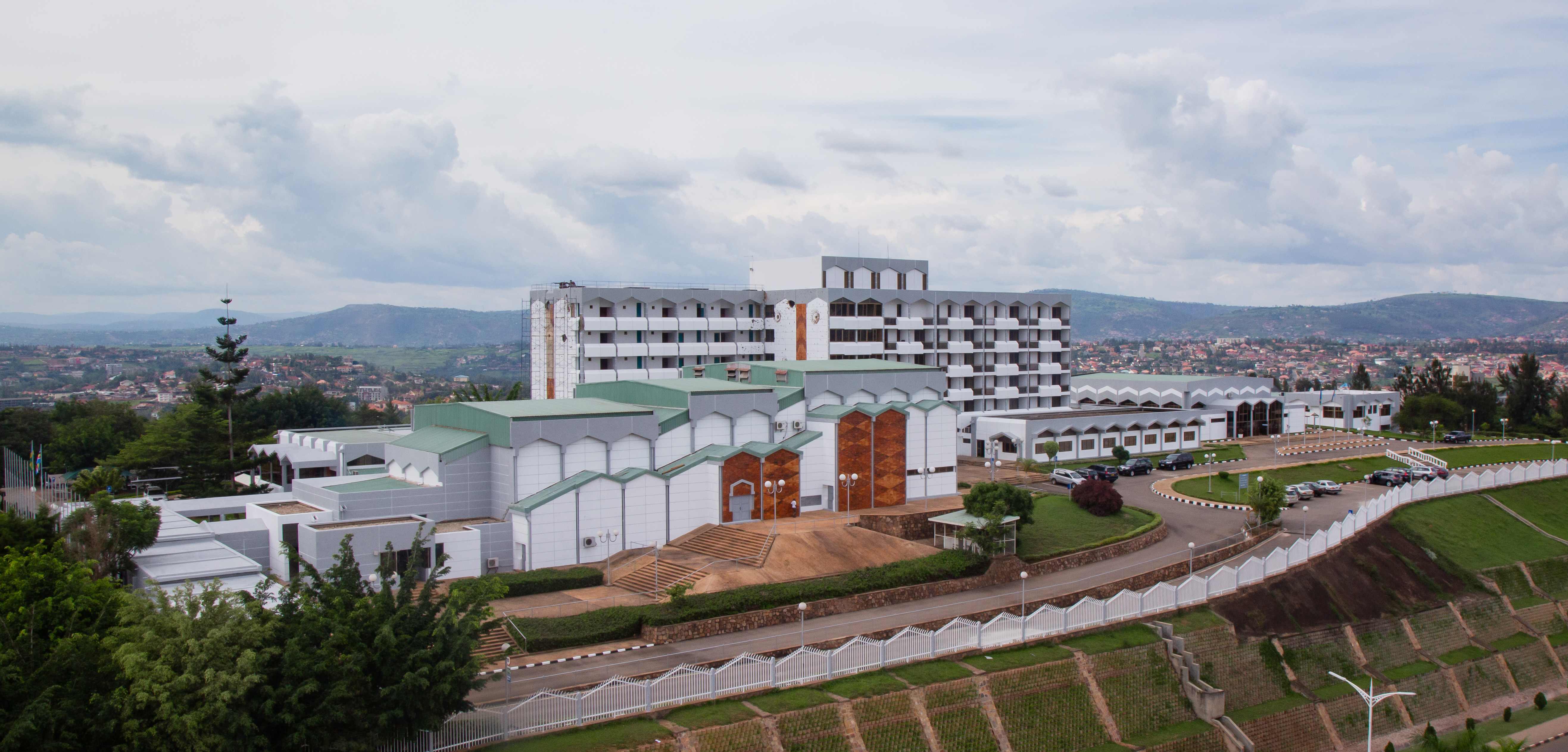
Parlamentsgebäude von Ruanda in der Hauptstadt Kigali (2019)

Die Parlamentswahl in Ruanda 2013 fand am 15. bis 18. September statt. Es waren die dritten Parlamentswahlen unter der Verfassung von 2003 nach dem Völkermord von 1994. Die von Präsident Paul Kagame geführte Wahlkoalition um die Ruandische Patriotische Front (RPF) gewann die Wahl wie zuvor erwartet deutlich.

## Wahlsystem
Die ruandische Abgeordnetenkammer hat 80 Sitze. Von diesen werden 53 über Listenwahl bestimmt. Von den restlichen 27 sind 24 für Frauenrepräsentantinnen reserviert sowie zwei für Jugendrepräsentanten und einer für einen Behindertenrepräsentanten. Für unabhängige Kandidaten gilt eine Fünf-Prozent-Hürde. Eine Legislaturperiode dauert fünf Jahre.

## Termine
Die ruandische Diaspora konnte am 15. September wählen. In Ruanda selbst fand die Parlamentswahl für die 53 über Listenwahl entschiedenen Kandidaten am 16. September statt. Am 17. September folgte die Wahl der 24 Frauenrepräsentantinnen und am 18. September die Wahl der Jugend- und Behindertenrepräsentanten. Vorläufige Wahlergebnisse sollten am 20. September und endgültige spätestens am 25. September bekannt gegeben werden.

## Kandidaten
Insgesamt nahmen acht von 11 registrierten Parteien an der Parlamentswahl teil und es traten 410 Kandidaten an, darunter für die 24 für Frauenrepräsentantinnen reservierten Sitze 103 Frauen, 23 Kandidaten für die Jugendrepräsentanten und 15 für den Sitz als Behindertenrepräsentant. Unter den Kandidaten waren vier parteiunabhängige: Venuste Bizirema, Clovis Ganza, Leonille Mutuyimana und Gilbert Mwenedata. Die Ruandische Patriotische Front (RPF) trat in einer Wahlkoalition (RPF-Inkotanyi) mit vier Kleinparteien an: Der Ideal Democratic Party (PDI), der Party for Progress and Concord (PPC), der Centrist Democratic Party (PDC) und der Parti Socialiste Rwandais (PSR).

## Vor der Wahl
Im Vorfeld der Parlamentswahl kam es zu zwei Anschlägen mit jeweils einer Granate im Distrikt Kicukiro in Kigali, die zwei Menschen töteten. Tatmotive wurden nicht bekannt.

## Wahlergebnis

80 Sitze der Abgeordnetenkammer nach der Wahl:
RPF-Inkotanyi: 41 Sitze
PSD: 7 Sitze
PL: 5 Sitze
Indirekt gewählte Frauen-, Jugend- und Behindertenrepräsentanten: 27 Sitze

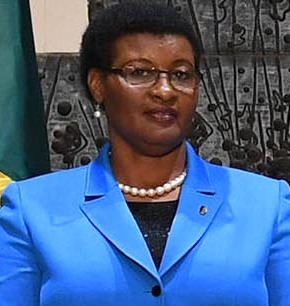
Neue Parlamentssprecherin Donatille Mukabalisa (Bild 2017) – eine von 51 Frauen in der Abgeordnetenkammer

Die Wahlkoalition der von Präsident Paul Kagame geführten RPF wurde mit 76,20 Prozent der Stimmen und 41 Sitzen erneut stärkste Partei und behielt die absolute Mehrheit. Als Teil der Wahlkoalition erreichten neben der RPF die PDI und die PPC jeweils einen der 41 Sitze. Die parteiunabhängige Kandidaten schafften nicht die notwendige Fünf-Prozent-Hürde für einen Einzug ins Parlament. 51 bzw. 63,75 Prozent der 80 Sitze gingen an Frauen. Ruanda blieb damit das einzige Land mit einem mehrheitlich durch Frauen besetzten Parlament. Neue Parlamentssprecherin wurde Donatille Mukabalisa. Die erste Sitzung des neuen Parlaments fand am 5. Oktober 2013 statt.
| Registrierte Wähler | Abgegebene Stimmen | Gültige Stimmen |
| ------------------- | ------------------ | --------------- |
| 5.953.531           | 5.881.874 (98,8 %) | unbekannt       |

| Partei                                  | Partei                                  | %      | Sitze | Sitze |
| --------------------------------------- | --------------------------------------- | ------ | ----- | ----- |
| Wahlkoalition RPF-Inkotanyi             | Ruandische Patriotische Front (RPF)     | 76,2   | 41    |       |
| Wahlkoalition RPF-Inkotanyi             | Ideal Democratic Party (PDI)            | 76,2   | 41    | 1     |
| Wahlkoalition RPF-Inkotanyi             | Party for Progress and Concord (PPC)    | 76,2   | 41    | 1     |
| Wahlkoalition RPF-Inkotanyi             | Centrist Democratic Party (PDC)         | 76,2   | 41    |       |
| Wahlkoalition RPF-Inkotanyi             | Parti Socialiste Rwandais (PSR)         | 76,2   | 41    |       |
| Social Democratic Party (PDS)           | Social Democratic Party (PDS)           | 13,0   | 7     | 7     |
| Liberal Party (PL)                      | Liberal Party (PL)                      | 9,3    | 5     | 5     |
| Social Party Imberakuri (PS-Imberakuri) | Social Party Imberakuri (PS-Imberakuri) | < 5    | 0     | 0     |
| Unabhängige                             | Unabhängige                             | je < 5 | 0     | 0     |

| Männer | Frauen | Frauenanteil |
| ------ | ------ | ------------ |
| 29     | 51     | 63,75 %      |